# Элеонора Медичи
Элеоно́ра Ме́дичи (итал. Eleonora de’ Medici; 28 февраля 1567, Флоренция, великое герцогство Тосканское — 9 сентября 1611, Кавриана, герцогство Мантуанское) — итальянская принцесса из дома Медичи, дочь  Франческо I, великого герцога Тосканы; в замужестве — герцогиня Мантуи и Монферрато. Сестра французской королевы Марии Медичи.

## Биография

#### Происхождение и ранние годы
Принцесса Элеонора родилась во Флоренции 28 февраля 1567 года. Она была первым ребёнком и старшей дочерью Франческо Медичи, великого наследного принца Тосканы, и Иоганны Австрийской, эрцгерцогини из дома Габсбургов. По отцовской линии приходилась внучкой Козимо I, великому герцогу Тосканы, и Элеоноре Альварес де Толедо, аристократке из дома Альварес де Толедо, состоявшей в родстве с королями Испании. По материнской линии была внучкой Фердинанда I, императора Священной Римской империи, и Анны Богемской и Венгерской, последней представительницы дома Ягеллонов, правившего королевствами Чехии и Венгрии.
Принцессу крестили через год после рождения в баптистерии святого Иоанна, который по этому случаю был украшен Джорджо Вазари и Бенвенуто Челлини. В день крещения Элеоноры во Флоренции прошли торжества. В 1574 году отец принцессы наследовал её деду, став великим герцогом Тосканы под именем Франческо I. В 1578 году, когда ей было одиннадцать лет, умерла её мать. Брак родителей Элеоноры носил династический характер и не был счастливым. Из восьми детей в нём выжили только четверо; остальные умерли в младенческом возрасте. У Элеоноры были младший брат Филиппо, который тоже умер ребёнком, после смерти их матери, и две младшие сестры — Анна и Мария. Анна умерла в возрасте четырнадцати лет. Мария вышла замуж за французского короля Генриха IV, который женился на ней вторым браком, и стала матерью другого французского короля Людовика XIII. Вскоре после смерти супруги, Франческо I снова женился на своей давней любовнице Бьянке Каппелло.
По свидетельству Марчелло Донати, придворного врача герцога Мантуи и Монферрато, Элеонора была высокого роста и имела привлекательную внешность, несмотря на выразительные подбородок и нижнюю губу — черты, характерные представителям дома Габсбургов. Современники отмечали её грацию и острый ум.
Уже в раннем возрасте Элеоноре стали подыскивать достойную партию. В 1579 году великий герцог отправил своего государственного секретаря Белизарио Винту ко двору в Мантую с предложением о свадьбе принцессы и наследного принца Винченцо, который приходился Элеоноре двоюродным братом. Их матери были родными сёстрами. Однако предложение было отвергнуто из-за враждебного отношения жены герцога Мантуи и Монферрато к мачехе Элеоноры. А в 1581 году уже сам великий герцог отклонил предложение о браке принцессы с наследным принцем Лотарингии, так, как хотел сохранить союзнические отношения с испанским королевством.

#### Брак и потомство
В октябре 1582 года матримониальные переговоры между дворами в Мантуе и во Флоренции возобновились. На этот раз их инициировал Гульельмо I, герцог Мантуи и Монферрато. Причиной тому стал неудачный брак между наследным принцем Винченцо и принцессой Маргаритой Пармской. Посредниками на переговорах выступили представители дома Эсте. В качестве приданого за дочерью, Франческо I согласился дать триста тысяч скудо. Но тут вмешалась его вторая супруга. За неуважительное отношение к своей персоне со стороны родителей жениха, Бьянка Каппелло решила унизить их, подвергнув Винченцо, так называемому, «испытанию». Первый брак наследного принца был расторгнут по причине невозможности исполнения им супружеского долга из-за проблем у его супруги. Одним из условий согласия на брак Винченцо с Элеонорой, по требованию Бьянки Каппелло, стало публичное подтверждение наследным принцем своей способности к супружеской жизни.

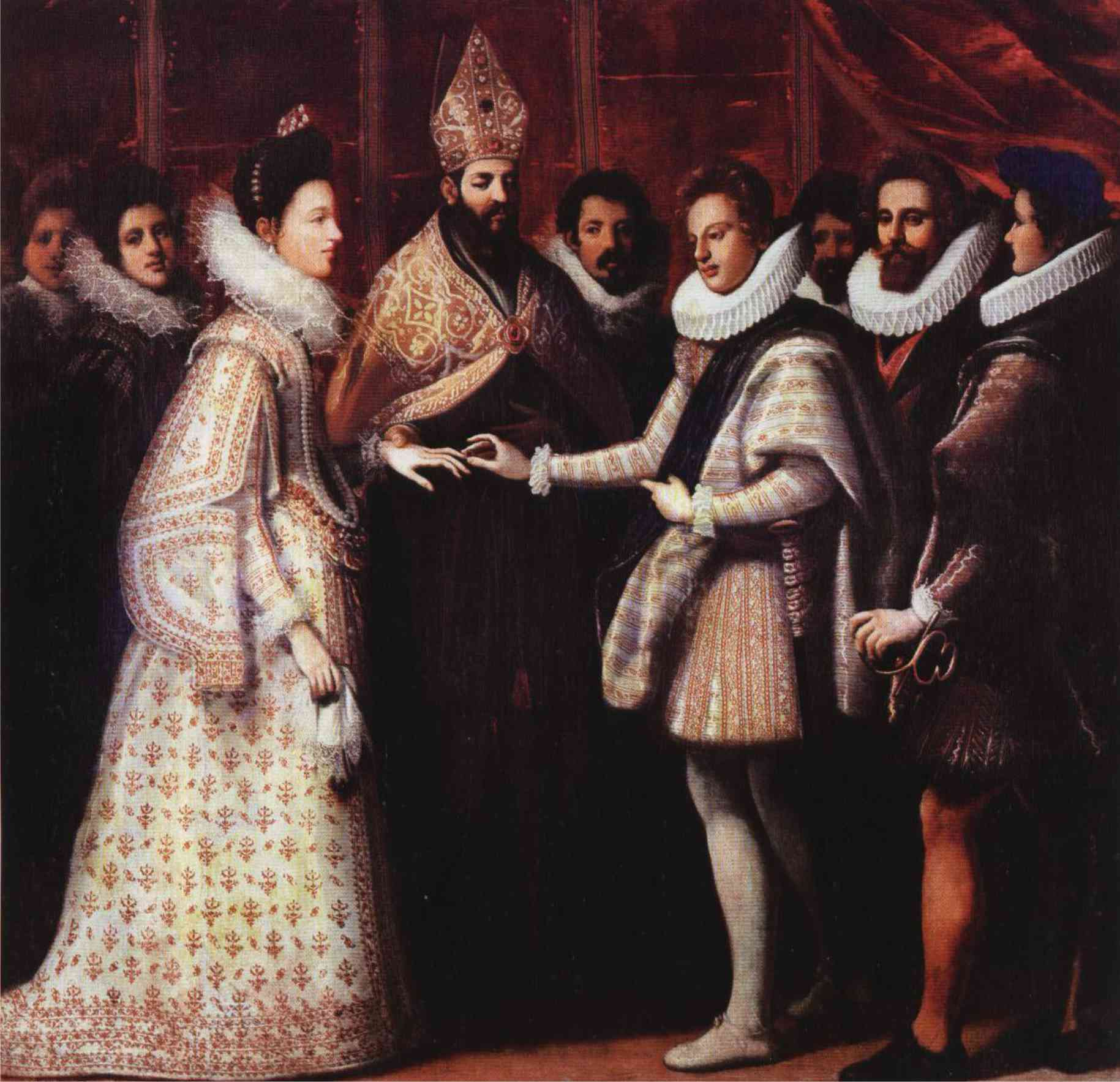
«Бракосочетание Винченцо Гонзага и Элеоноры Медичи» кисти Якопо да Эмполи

6 января 1584 года стороны подписали брачный контракт, а в марте того же года в Венеции наследный принц прошёл «испытание». Уже в следующем месяце Винченцо во главе свиты прибыл во Флоренцию за своей невестой. От имени будущего свёкра Элеоноре преподнесли в дар бриллиант стоимостью в десять тысяч скудо. В городе прошли торжества, после которых Элеонора, вместе с женихом, отбыла в Мантую. На следующий день после торжественного въезда в столицу герцогства, 29 апреля 1584 года состоялась церемония бракосочетания принцессы и наследного принца. В память об этом событии на монетном дворе мантуанского герцогства, по приказу Гульельмо I, были выпущены монеты. Свадебные торжества были омрачены трагедией, случившейся накануне, когда под обрушившейся трибуной на площади перед собором погибли двадцать два человека. В июне новобрачные совершили путешествие, посетив Венецианскую республику и Феррарское герцогство. По случаю их свадьбы, поэт Торквато Тассо сочинил несколько сонетов, один из которых посвятил самой Элеоноре.
В браке с наследным принцем Винченцо (21.09.1562 — 18.02.1612), будущим герцогом Мантуи и Монферрато под именем Винченцо I, у Элеоноры родились шестеро детей — две дочери и четыре сына:
- Франческо (7.05.1586 — 22.12.1612), наследный принц Мантуи и Монферрато, с 10 июня 1612 года герцог Мантуи под именем Франческо IV и герцог Монферрато под именем Франческо II, 19 февраля 1608 года сочетался браком с принцессой Маргаритой Савойской (28.04.1589 — 26.06.1655);
- Фердинандо (26.04.1587 — 29.10.1626), принц Мантуи и Монферрато, с 22 декабря 1612 года герцог Мантуи и с 8 января 1613 года герцог Монферрато, 19 февраля 1616 года сочетался первым браком с дворянкой Камиллой Фаа (брак был признан недействительным), 12 февраля 1607 года — вторым браком с принцессой Екатериной Медичи (2.05.1593 — 17.04.1629);
- Гульельмо Доменико (4.08.1589 — 13.05.1591), принц Мантуи и Монферрато, умер в раннем возрасте;
- Маргарита (2.10.1591 — 7.02.1632), принцесса Мантуи и Монферрато, 21 апреля 1606 года сочеталась браком с Генрихом II Добрым (8.11.1563 — 31.07.1624), герцогом Лотарингии;
- Винченцо (7.01.1594 — 25.12.1627), принц Мантуи и Монферрато, с 29 октября 1626 года герцог Мантуи и Монферрато под именем Винченцо II, в августе 1616 года сочетался браком с аристократкой Изабеллой Гонзага (1576—1630);
- Элеонора Анна Мария (23.09.1598 — 27.06.1655), принцесса Мантуи и Монферрато, 2 февраля 1622 года сочеталась браком с Фердинандом II, императором Священной Римской империи[1][2][6][7].

#### Герцогиня Мантуи и Монферрато
После смерти свёкра Элеоноры 14 августа 1587 года, её муж стал герцогом Мантуи и Монферрато, а она герцогиней. Со свекровью, приходившейся ей также тёткой по материнской линии, у Элеоноры сложились хорошие отношения. Духовника вдовствующей герцогини она избрала в наставники собственным детям. Несмотря на многочисленные измены мужа, отношения Элеоноры и Винченцо носили спокойный характер. Когда из-за расточительности супруга герцогству стал угрожать финансовый кризис, герцогиня взяла на себя управление финансами государства и поправила положение. В 1595, 1597 и 1601 годах, во время участия Винченцо I в составе армии Священной Римской империи в военных походах в Венгрии, Элеонора правила герцогством от его имени. Вместе с мужем, в апреле 1589 года во Флоренции она присутствовала на свадьбе дядьки по отцовской линии, великого герцога Фердинандо. И там же в июне 1599 года, уже одна, Элеонора присутствовала на свадьбе сестры Марии. Она использовала своё присутствие для того, чтобы договориться с мужем сестры — королём Генрихом IV о протекции со стороны французского королевства мантуанскому герцогству.
Герцогиня была восприимчива к красоте. Большое внимание она уделяла музыке и литературе. Коллекционировала произведения искусства. При ней герцогский двор в Мантуе стал одним из центров зарождавшейся барочной культуры. Здесь жили и творили композитор Клаудио Монтеверди, поэт Таркавато Тассо. Последний был представлен герцогине в июле 1586 года. Тассо посвятил ей несколько своих сочинений. Элеонора оказывала поэту особое покровительство и поддерживала его материально. Последним произведением, которое он посвятил герцогине была поэма «Генеалогия дома Гонзага», написанная им в 1591 году. Другим поэтом, посвятившим Элеоноре поэму, был Джамбаттиста Марино.

#### Смерть
Во время карнавала в Мантуе в феврале 1611 года у герцогини случился инсульт. Вскоре после этого Элеонору привезли в Кавриану, в надежде, что местный климат будет более благоприятен для здоровья герцогини. На протяжении всего Великого поста герцог каждую пятницу молился об исцелении супруги во время богослужений в храме Святого Андрея. С этой же целью им были сделаны щедрые пожертвования церкви. Но в ночь с 8 на 9 сентября 1611 года Элеонора умерла в Кавриане. Герцогиню похоронили в крипте храма Святого Андрея в Мантуе через месяц после смерти, сразу по прибытии герцога из Монферрато, где он находился во время смерти супруги.

## В культуре
Искусствовед Майке Фогт-Люэрссен связывает с Элеонорой Медичи несколько портретов, на которых она изображена в разном возрасте. Самым ранним изображением герцогини был её портрет 1578 года кисти Алессандро Аллори, на котором она была написана вместе со своей сестрой Анной; ныне утрачен. Среди известных изображений Элеоноры портрет кисти Франса Пурбуса Младшего в собрании галереи Палатино во дворце Питти во Флоренции и картина «Семья Винченцо Гонзага» кисти того же художника, на которой герцогиня изображена с детьми, в экспозиции музея Герцогского дворца в Мантуе. На картине из собрания того же музея «Семья Гонзага поклоняется Троице» кисти Питера Пауля Рубенса, написанной в 1604—1605 году, Элеонора изображена вместе с мужем, свёкром и свекровью.